# Hervormde kerk (Ossendrecht)
De Hervormde kerk is een protestantse kerk, oorspronkelijk van de Nederlandse Hervormde Kerk, in Ossendrecht in de provincie Noord-Brabant.

## Geschiedenis
De eerstesteenlegging van het kerkgebouw gebeurde in 1798. De kerk werd gebouwd omdat de protestanten tijdens de Franse tijd de oude katholieke kerk, die ze zich tijdens de reformatie hadden toegeëigend, moesten teruggeven aan de katholieken. De neoclassicistische zaalkerk heeft in hetzelfde pand een pastorie. De klok daterend uit 1945 werd later bijgeplaatst in een vrijstaande klokkenstoel naast de kerk. In 1965-1966 vond een grote restauratie plaats waarbij de neogotische ingangspartij verdween. In 1971 kreeg de kerk de status van rijksmonument. Het van oorsprong Nederlandse Hervormd kerkgebouw werd in 1981 in gebruik genomen door de Protestantse Kerkgemeenschap Ossendrecht-Hoogerheide. In 2005-2006 volgde een tweede restauratie onder leiding van architect Jan Weijts uit Bergen op Zoom.

## Interieur
Het kabinetorgel werd ingewijd op 19 augustus 1821 en werd enkele malen gerestaureerd waaronder een laatste maal in 1973 door de firma Fama & Raadgever uit Utrecht.

## Fotogalerij

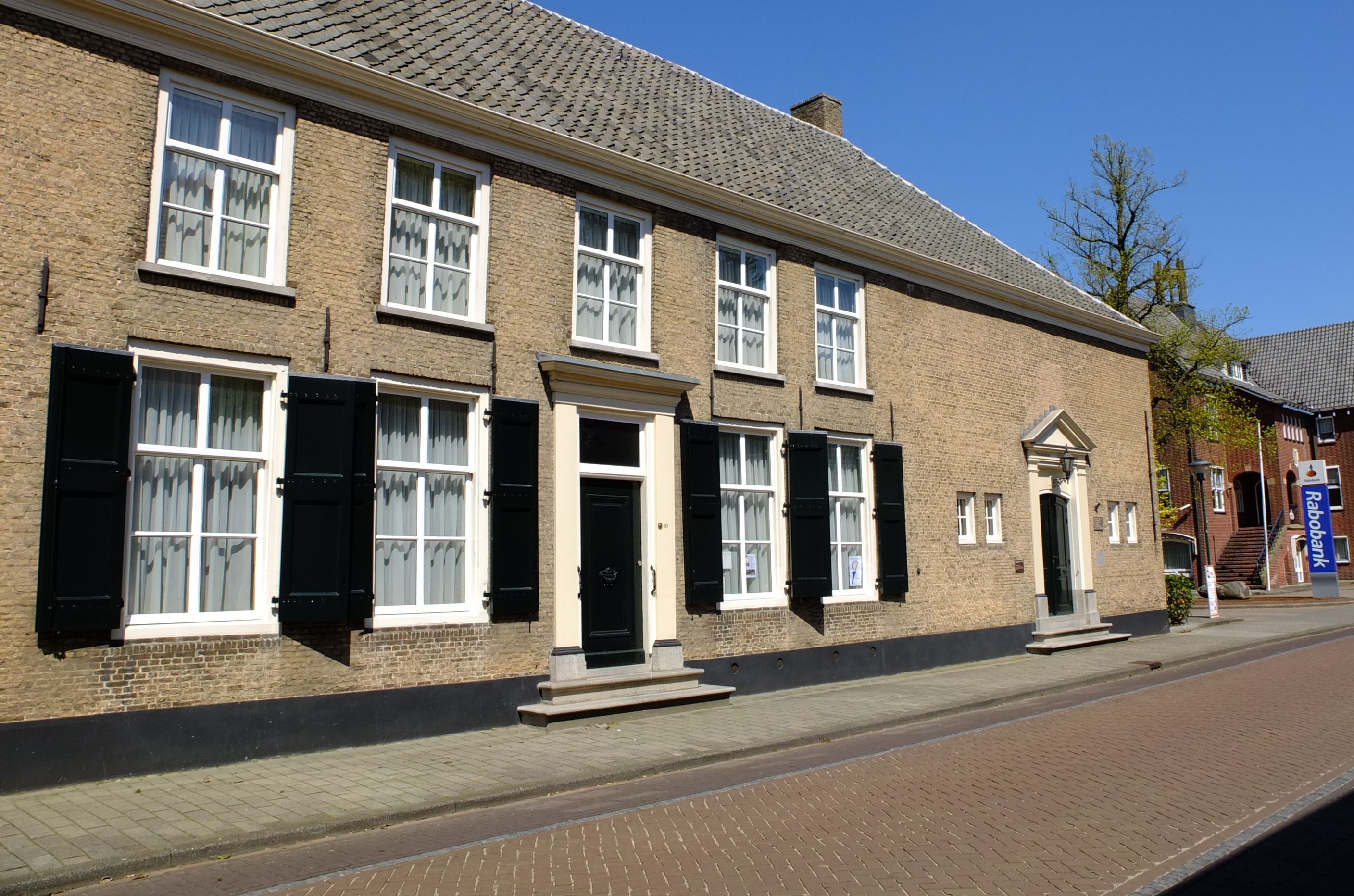
Zicht op de aangebouwde pastorie
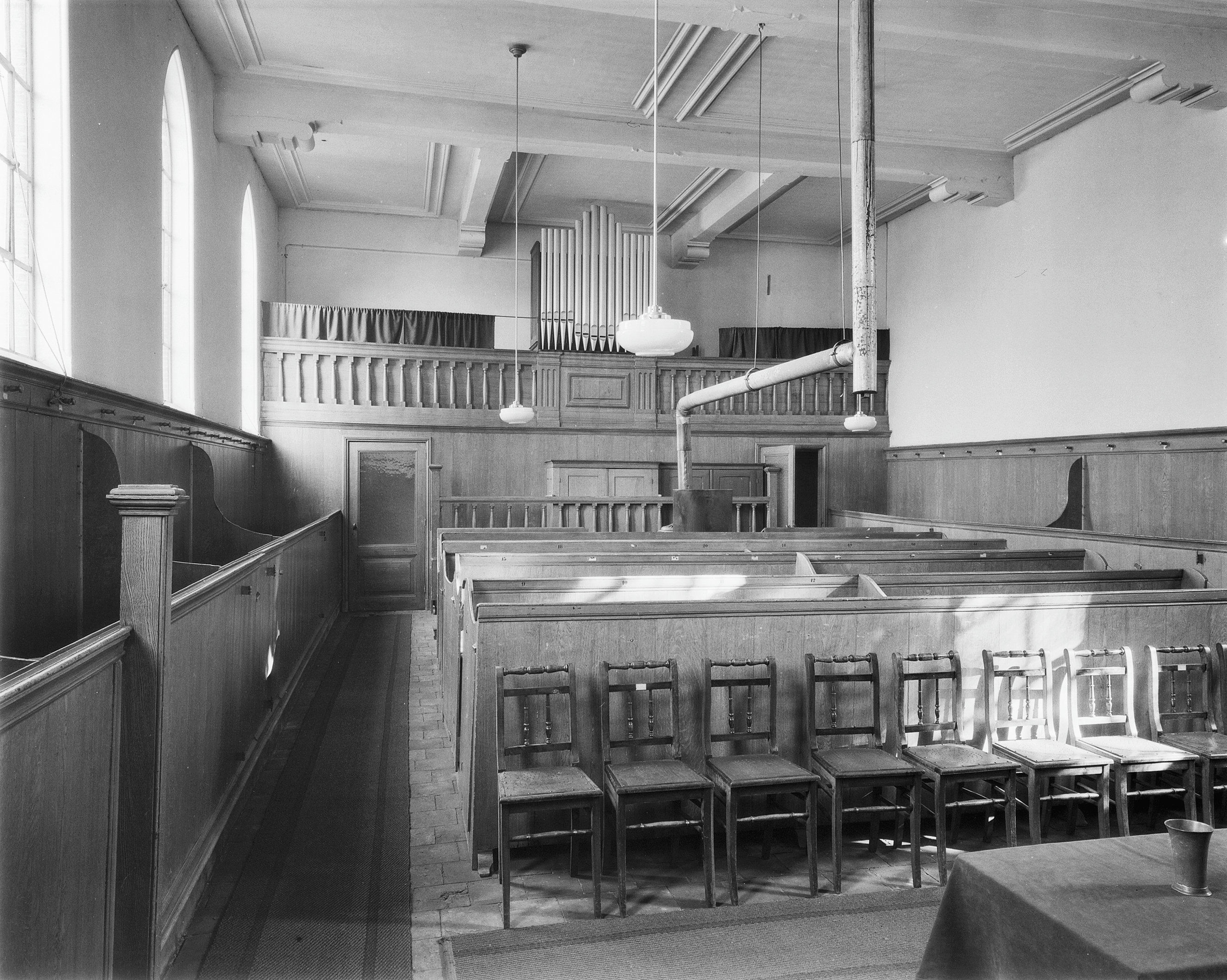
Interieur met orgel
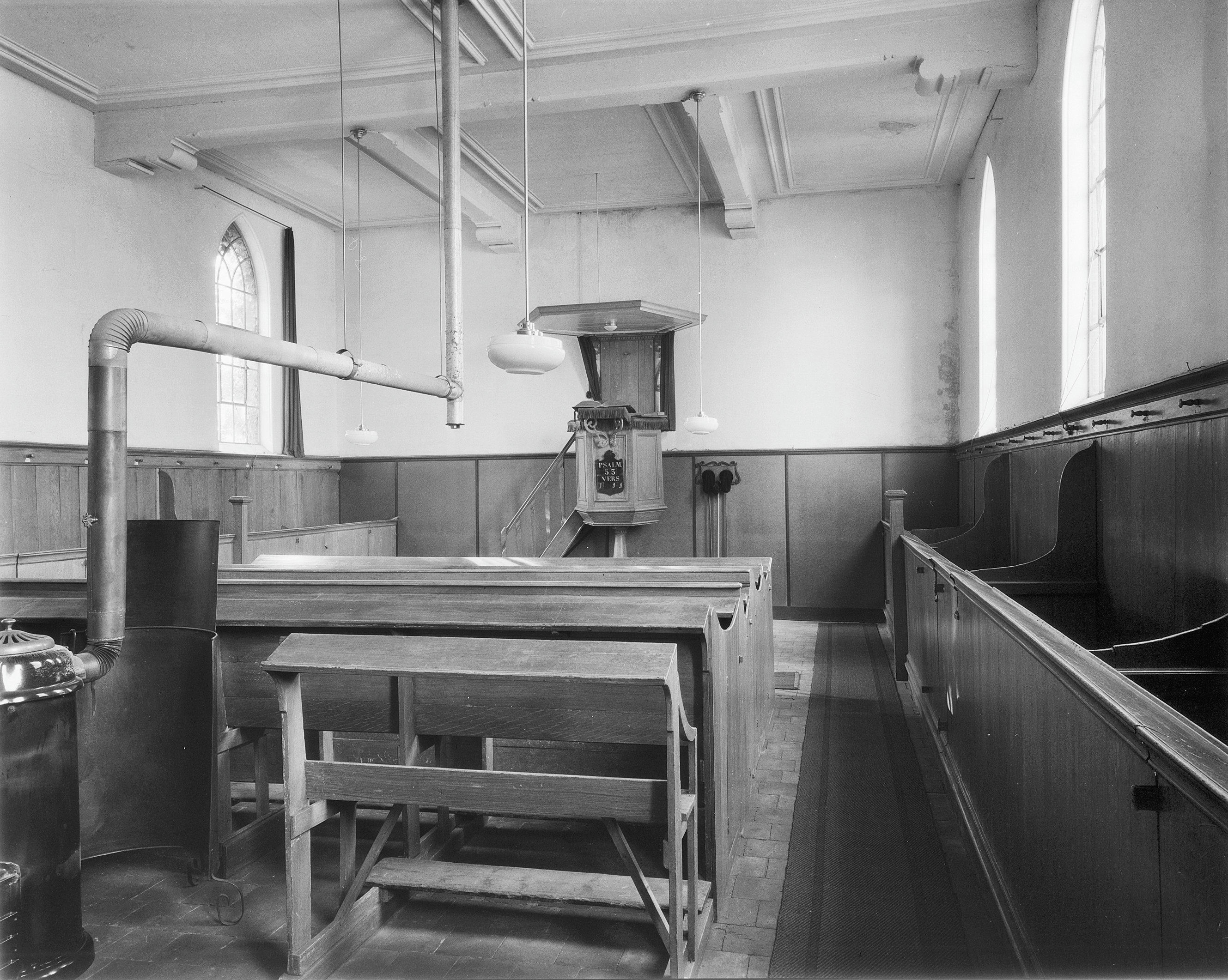
Interieur met preekstoel
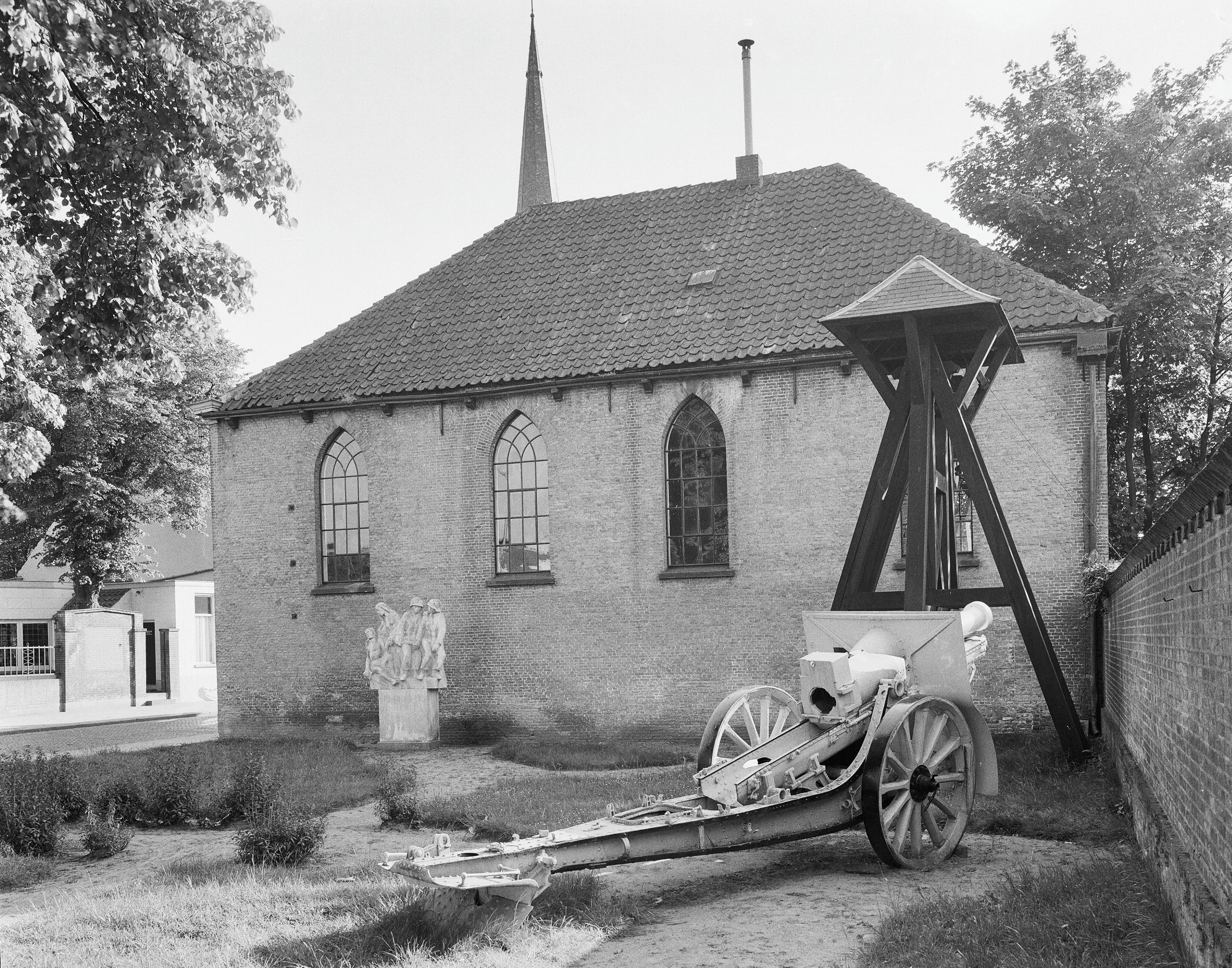
Zijkant met rechts de vrijstaande klokkenstoel